# 안인섭
안인섭(安仁燮, 1965년 10월 5일~)은 대한민국의 신학자로서 현재 총신대학교 역사신학교수이다. Refo500 한국대표이며 한국칼빈학회 회장을 역임하였다. 2020년 현재 한국개혁신학회 총무이사 그리고 기독교통일학회 회장이다. 국제신학저널인 Unio cum Christo 편집위원이다.

## 학 력
- 금곡초등학교 1학년~5학년 (경기도 남양주시)
- 서울 홍파초등학교 졸업
- 서울 중랑중학교 졸업
- 서울 중동고등학교 졸업
- 고려대학교 사학과 졸업 (B.A.)
- 총신신학대학원 졸업 (M.Div.)
- 네덜란드 캄펜신학대학교 석사졸업 (Doctorandus: 석사, 교회사 전공)
- 네덜란드 캄펜신학대학교 박사졸업 (Doctor of Theology 교회사 전공)

## 경력
- 기독교통일학회 회장[7]
- 한국개혁신학회 총무이사
- 국제신학저널인 Unio cum Christo 편집위원

## 사진들

traditional
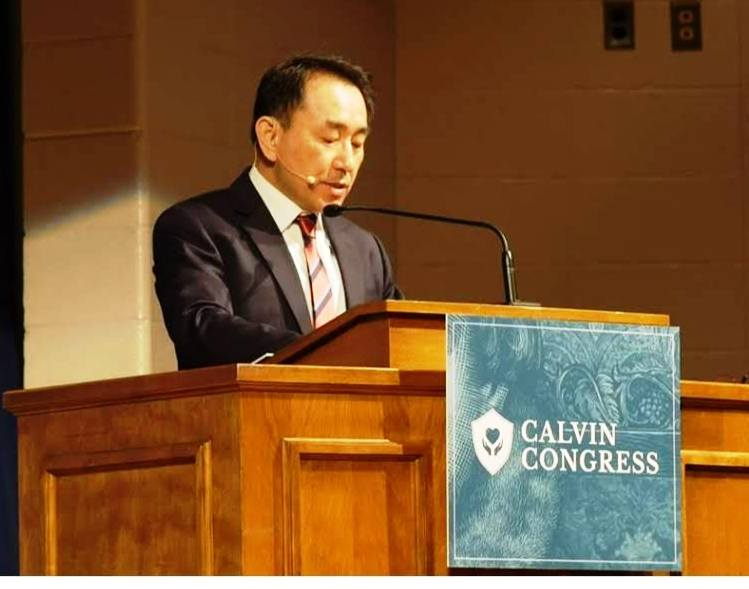
안인섭 박사, 세계칼빈학회 발표
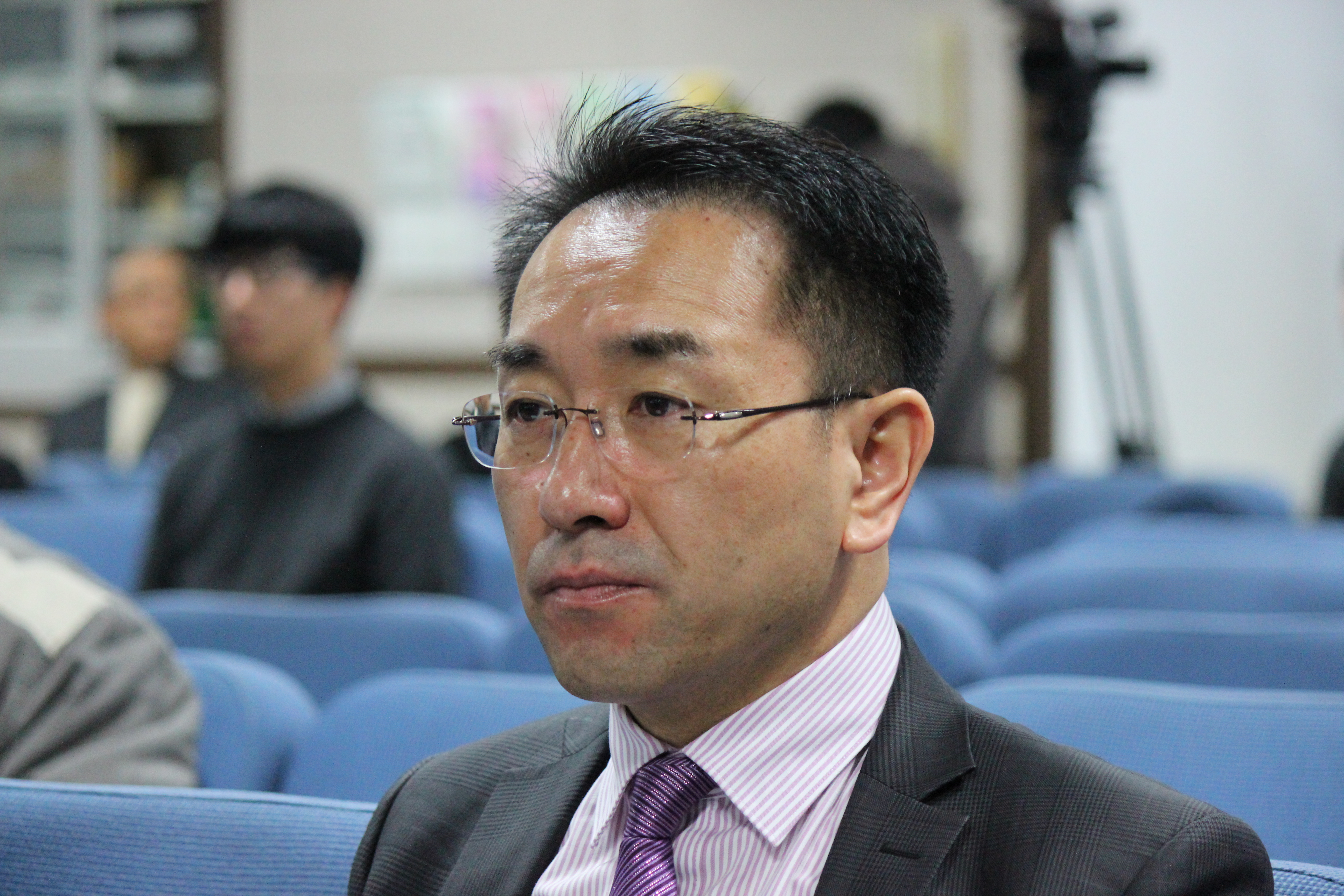
안인섭 박사, 새문안교회

## 저서
1. 『칼빈: 하나님의 영광을 위한 열정의 사람』 (서울: 익투스, 2015).
2. 『칼빈과 어거스틴: 교회를 위한 신학』 (서울: 그리심, 2009).
3. 한국 기독교출판문화상 수상 (2010. 한국기독교출판협회)
4. 『칼빈 핸드북』 (서울: 부흥과개혁사, 2013).
5. 『한 권으로 읽는 츠빙글리의 신학』 (서울: 세움북스, 2019). (공저)
6. 『교회통찰: 코로나 뉴노멀 언택트 시대 교호로 살아가기』안명준외 (서울:세움북스, 2020)
7. 『기독교와 통일 그리고 북한』 (서울: 박영사, 2020). (공저)
8. 『목포새한교회 120년사: 1897-2017』 (용인: 킹덤북스, 2017).
9. 『가정사역 프론티어 스토리』 (서울: 해피홈, 2012).
10. 『그리워지는 목회자들』 (서울: 아벨서원, 2020) (공저)
11. 『한국의 신학자들』1, 편집 안명준 (서울: 아벨서원, 2021) (공저)

### 영어
- 박사학위논문, Augustine and Calvin about Church and State: A Comparison, Kampen Theological University, 2003.
- Drs.(신학석사) 학위 논문 "Calvin's Reception of Augustine's Ideas on Church and State," Kampen Theological University, 1999.
- "Calvin in Asia," in: The Calvin Handbook (Grand Rapids: Eerdmans Publishing, 2009).

## 논문

### 국내논문
1. "칼빈의 제자, 네덜란드의 종교개혁자 필립 마르닉스의 신학 연구," 「개혁논총」 54권 (2020).
2. "칼빈의 하나님 나라 신학 연구," 「한국개혁신학」 68권 (2020), pp. 132-165.
3. "츠빙글리(Ulrich Zwingli: 1484-1531)의 사회윤리 사상," 「신학지남」 341호 (86권 4집), pp. 165-191.
4. "성경적 통일을 위한 신학," 「성경적 통일을 위한 신학」 기독교통일학회 (2019), pp. 98-117.
5. "항쟁파(Remonstrants)의 교회와 국가의 관계: 위텐보가르트(Johannes Wtenbogaert: 1557-1644)를 중심으로," 「한국개혁신학」 60권 (2018), pp. 10-51.
6. "아우구스티누스(St. Augustinus)의 정당전쟁론," 「신학과 교회」 9호 (2018), pp. 141-169.
7. "도르트 총회(1618-1619) 직전 시대의 네덜란드 교회와 국가 관계의 배경 연구," 「한국개혁신학」 57권 (2018), pp. 279-312.
8. "칼빈의 개혁 신앙과 교회와 국가의 관계: 네덜란드의 코른헤르트(Dirck Coornhert: 1522-1590)와의 논쟁을 중심으로," 「한국개혁신학」 55권 (2017), pp. 8-39.
9. "벨직신앙고백서의 국가론과 네덜란드 독립과정의 상호관계에 대한 연구," 「성경과 신앙」 82권 (2017), pp. 179-214.
10. "통일신학 정립을 위한 개혁주의적 고찰: 어거스틴(354-430)의 사상을 중심으로," 「한국개혁신학」 53권 (2017), pp. 198-222.
11. "칼빈의 기독교교육 사상이 제네바시 공동체에 미친 영향," 「기독교교육논총」 48권 (2016), pp. 183-214.
12. "칼빈과 파렐," 「칼빈과 종교개혁가들」 개혁주의 신학과 신앙총서 제6권 (고신대학교 개혁주의학술원, 2012), pp. 219-231.
13. "기독교인의 정치참여에 대한 연구_존 칼빈과 아브라함 카위퍼의 비교연구를 중심으로," 「한국교회사학지」 30권 (2011), pp. 183-229.

### 영어/네덜란드어
1. "Calvin's Use of Augustine in his view on Church and State, Intercultural Student of Augustine," in: Calvinus Frater in Domino: Papers of the Twelfth International Congress on Calvin Research (Göttingen: Vandenhoeck & Ruprecht, 2020), pp. 103-124.
2. “Augustine’s Interpretation of the Bible about Church and State,” 「갱신과 부흥」 16호(2015), pp. 395-427.
3. “Calvin’s Theology of Reconciliation in his Sermons,” in: Calvinus clarissimus theologus: Papers of the Tenth International Congress on Calvin Research (Göttingen: Vandenhoeck & Ruprecht, 2012), pp. 11-36.
4. “Calvin’s Thoughts and Works on Society and his Teachings for the Reunification of Korea,” in: Chongshin Theological Journal vol. 22 (2014). pp. 127-146.
5. “John Calvin's Reception in North-East Asia,” in: Chongshin Theological Journal vol. 16 (2011). pp. 151-175.
6. "Calvin in Asia," in: The Calvin Handbook (Grand Rapids: Eerdmans Publishing, 2009).
7. "Calvijn in Azië," in: Calvijn Handboek (Kok: Kampen, 2008).
8. "Calvin in Asia," in: The Calvin Handbuch (Tübingen: Mohr Siebeck, 2008).
9. “Calvijn in (Zuid-) Korea,” in: Het Calvinistisch Ongemak (Kok: Kampen, 2009), pp. 237-248.
10. “The Presbyterian Churches of (South) Korea and the Reunification Issue - A Matter of Reconciliation,” in: Contact Zone. Explorations in Intercultural Theology vol. 1 (2009). pp. 85-95.
11. “Calvin's Thought on Civitas Dei,” in: Calvin in Asian Churches vol. 3. (Korea Calvin Society, 2008), 267-291.
12. “Calvin's View of Augustine and the Donatist Church,” in: Calvinus sacrarum literarum interpres: Papers of the International Congress on Calvin Research (Göttingen: Vandenhoeck & Ruprecht, 2008), pp. 271-284).
13. A Historical Development of the Relationship between the South and the North Korean Protestant “Churches from 1945 to the Beginning of 21st Century,” in: Chongshin Theological Journal vol. 13 (2008), pp. 168-187.
14. “A Study on the Components of Augustine's Teachings on Church and State,” in: Chongshin Theological Journal vol. 11 (2006), pp. 189-216.

## 수 상
- 한국 기독교출판문화상 수상 (신학 저술 부분, 최우수상, 2010. 한국기독교출판협회)

- 총신대 우수 연구교수상 수상 (2007. 2008.)

## 같이 보기
- 안성수 (목사)
- 총신대학교
- 한국복음주의신학회
- 한국복음주의역사신학회
- 한국장로교신학회
- 한국개혁신학회
- 종교개혁500주년기념일
- 한국의 신학자 목록
- 개혁신학자